# Ratyszcze
Ratyszcze (ukr. Ратищі) – wieś na Ukrainie w rejonie tarnopolskim należącym do obwodu tarnopolskiego.
Do 2020 w rejonie zborowskim.

## Historia
Właścicielem dóbr ziemskich Ratyszcze był m.in. hrabia Włodzimierz Dzieduszycki.
W czasie okupacji niemieckiej mieszkające tutaj ukraińskie małżeństwo Bakaiów ukrywało Żydów. W 1998 roku Instytut Jad Waszem uhonorował za to Juzefa i Katerynę Bakaiów tytułami Sprawiedliwych wśród Narodów Świata.